# Lista bătăliilor din epoca prafului de pușcă

### 1500-1600
| Anul | Locul bătăliei | Descriere sumară a bătăliei |
| ---- | -------------- | --- |
| 1502 | Senigallia     | |
| 1503 | Barletta       | |
| 1509 | Agnadello      | Războaiele italiene |
| 1512 | Ravenna        | Gaston de Foix îi învinge pe spanioli,dar este ucis în luptă |
| 1515 | Marignano      | Franța învinge Milano |
| 1522 | Bicocca        | Victorie spaniolă în războaiele habsburgice-Valois |
| 1524 | Pavia          | Spania și Germania înving Franța,Francis I al Franței este capturat |
| 1525 | Frankenhausen  | Sfârșitul războiului țăranilor germani |
| 1526 | Mohács         | Soliman I îi învinge pe unguri; regele Ludovic al II-lea este ucis |
| 1526 | Borgoforte     | |
| 1527 | Roma           | Spaniolii neplătiți și trupele imperiale atacă orașul în urma protestelor |
| 1529 | Viena          | Primul Asediu al Vienei de către turci și aliați moldoveni a durat din data de 27 septembrie până la data de 14 octombrie 1529, când Soliman I s-a retras cu pierderi însemnate. Cifra pierderilor este încă controversată, ea variind între 20.000 și 40.000 de soldați turci căzuți în luptă. |
| 1529 | Florența       | |
| 1542 | Solway Moss    | Victorie engleză asupra Scoției |
| 1547 | Muhlberg       | Împăratul Carol V îl capturează pe electorul de Saxonia și Charles V și conduce asediul asupra Wittenberg |
| 1557 | St.Quentin     | Emmanuel Philibert de Savoy o învinge pe Anne de Montmorency . |
| 1558 | Gravelines     | Spania învinge Franța |
| 1565 | Malta          | Cavalerii de Malta îi înving pe turci |
| 1571 | Lepanto        | Flotele Veneției și Spaniei înving flota otomană |
| 1573 | La Rochelle    | |
| 1588 | Gravelines     | Armada Spaniolă este învinsă decisiv în lupta împotriva flotei engleze și cea daneze |
| 1595 | Călugăreni     | Oastea aliată munteano-transilvăneană, condusă de Mihai Viteazul, a obținut o importantă victorie asupra oștilor otomane invadatoare conduse de Sinan Pașa. |
| 1599 | Șelimbăr       | Bătălia de la Șelimbăr (germană Schellenberg) a avut loc pe 28 octombrie 1599 și s-a dat între oastea Țării Românești condusă de Mihai Viteazul și oastea Transilvaniei condusă de Andrei Báthory. Bătălia s-a terminat cu victoria clară a armatei condusă de Mihai Viteazul care și-a deschis astfel drumul spre cetatea Alba Iulia, unde a înfăptuit prima unire a Transilvaniei cu Țara Românească. |

### 1600-1700
| Anul | Locul bătăliei    | Descriere sumară a bătăliei                                                       |
| ---- | ----------------- | --------------------------------------------------------------------------------- |
| 1620 | Muntele Alb       | Bătălia decide soarta orașului Praga în războiul de 30 ani                        |
| 1627 | La Rochelle       |                                                                                   |
| 1628 | Casale Monferrato |                                                                                   |
| 1631 | Magdeburg         | Soldații imperiali capturează orașul                                              |
| 1631 | Breitenfeld       | Saxonii și elvețienii îi înving pe catolicii conduși de Tilly                     |
| 1632 | Lech              |                                                                                   |
| 1632 | Lutzen            | Elvetienii protestanți înving catolicii,dar regele Gustavus Adolf este ucis       |
| 1642 | Breitenfeld       | Victorie elvețiană împotriva Imperiului Romano-German                             |
| 1643 | Rocroi            | Francezii conduși de Duc d'Enghien distrug supremația militară spaniolă în Europa |
| 1645 | Naseby            | Cromwell învinge cavalerii lui Carol                                              |
| 1651 | Worcester         | Cromwell învinge roialiștii, Regele Carol scapă deghizat în servitor              |
| 1656 | Dardanele         |                                                                                   |
| 1657 | Dardanele         |                                                                                   |
| 1664 | Raab              |                                                                                   |
| 1667 | Maracaibo         |                                                                                   |
| 1675 | Fehrbellin        | Elvețienii invadează Branderburg,dar îl pierd                                     |
| 1690 | Boyne             | William de Orange îl învinge pe James II de Anglia                                |
| 1697 | Zenta             | Eugene de Savoy învinge forțele otomane                                           |

### 1700-1800
| Anul | Locul bătăliei   | Descriere sumară a bătăliei                                                                                  |
| ---- | ---------------- | --- |
| 1700 | Narva            | |
| 1704 | Horchstadt       | |
| 1705 | Cassano d' Adda  | |
| 1706 | Torino           | Asediul francez cade în războiul succesiunii Spaniole                                                        |
| 1709 | Poltava          | Petru I cel Mare al Rusiei îl învinge pe Carol XII al Suediei                                                |
| 1711 | Stalinesti       | Turcii otomani îl înving pe Petru I                                                                          |
| 1718 | Friedrichstadt   | |
| 1734 | Parma            | |
| 1740 | Maddona Olmo     | |
| 1746 | Genova           | |
| 1756 | Baleare          | |
| 1757 | Leuthen          | Frederic cel Mare îi învinge pe austrieci conduși de Prințul Charles Alexander de Lorraine;                  |
| 1760 | Berlin           | |
| 1775 | Lexington        | Miliția patriotă britanică respinge revoluționarii înapoi la Boston în confruntarea de la Concord            |
| 1775 | Alger            | |
| 1776 | Trenton          | Washington surprinde forțele hessiene                                                                        |
| 1777 | Saratoga         | Morgan îl învinge pe Burgoyne.Gates (Benedict Arnold)îl învinge pe Burgoyne                                  |
| 1781 | Yorktown         | Francezii și americanii îl asediază pe Cornwallis                                                            |
| 1792 | Verdun           | Prusacii sunt învinși de revoluționarii francezi                                                             |
| 1792 | Valmy            | Francezii îi înving pe prusaci și pe habsburgi și declară război Europei                                     |
| 1794 | Brest            | |
| 1794 | Fleurus          | Armata franceză, condusă de generalul Jourdan îi învinge pe austriecii conduși de Saxe-Coburg                |
| 1795 | Tulleries        | |
| 1796 | Cairo Montenotte | |
| 1796 | Millesimo        | Armata franceză condusă de Napoleon,câștigă în Italia împotriva austriecilor și piemonzilor                  |
| 1796 | Dego             | Armata franceză condusă de Napoleon învinge austriecii conduși de generalul Beaulieu                         |
| 1796 | Mondovi          | Armata franceză, condusă de Napoleon,câștigă în Italia împotriva austriecilor                                |
| 1796 | Lodi             | Armata franceză învinge armata austriacă comandată de Beaulieu                                               |
| 1796 | Bassano          | Francezii îi înving din nou pe austrieci                                                                     |
| 1797 | Rivoli           | Prima victorie decisivă a lui Napoleon,victoria franceză împotriva austriecilor conduși de generalul Alvinzy |
| 1798 | Piramide         | Napoleon îi învinge pe mamelucii din Egipt                                                                   |
| 1798 | Abukir           | |
| 1799 | Abukir           | Francezii, conduși de Jean Moreau, i-au învins pe austriecii conduși de Paul Kray                            |
| 1799 | Damietta         | |
| 1800 | Marengo          | Francezii îi înving pe austrieci conduși de Baron von Melas                                                  |
| 1800 | Hochstadt        | Francezii conduși de Moreau i-au învins pe austrieci conduși de Kray                                         |
| 1800 | Hohenlinden      | |
| 1801 | Abukir           | |
| 1805 | Ulm              | |
| 1805 | Trafalgar        | |
| 1805 | Durnstein        | |
| 1805 | Austerlitz       | |
| 1806 | Jena             | |
| 1807 | Friedland        | |
| 1808 | Bailen           | |
| 1809 | Wagram           | |
| 1810 | Almeida          | |
| 1811 | Lissa            | |
| 1812 | Detroit          | |
| 1812 | Borodino         | |
| 1812 | Berezina         | |
| 1813 | Lutzen           | |
| 1813 | Leipzig          | |
| 1813 | Hanau            | |
| 1814 | Paris            | |
| 1815 | Ligny            | |
| 1815 | Waterloo         | |